# Modulor
Modulor je systém, který vymyslel Le Corbusier a popsal ho jako „soubor harmonických proporcí vhodných pro lidské měřítko, univerzálně aplikovatelný pro architekturu a mechaniku“.

## Historie Modulor

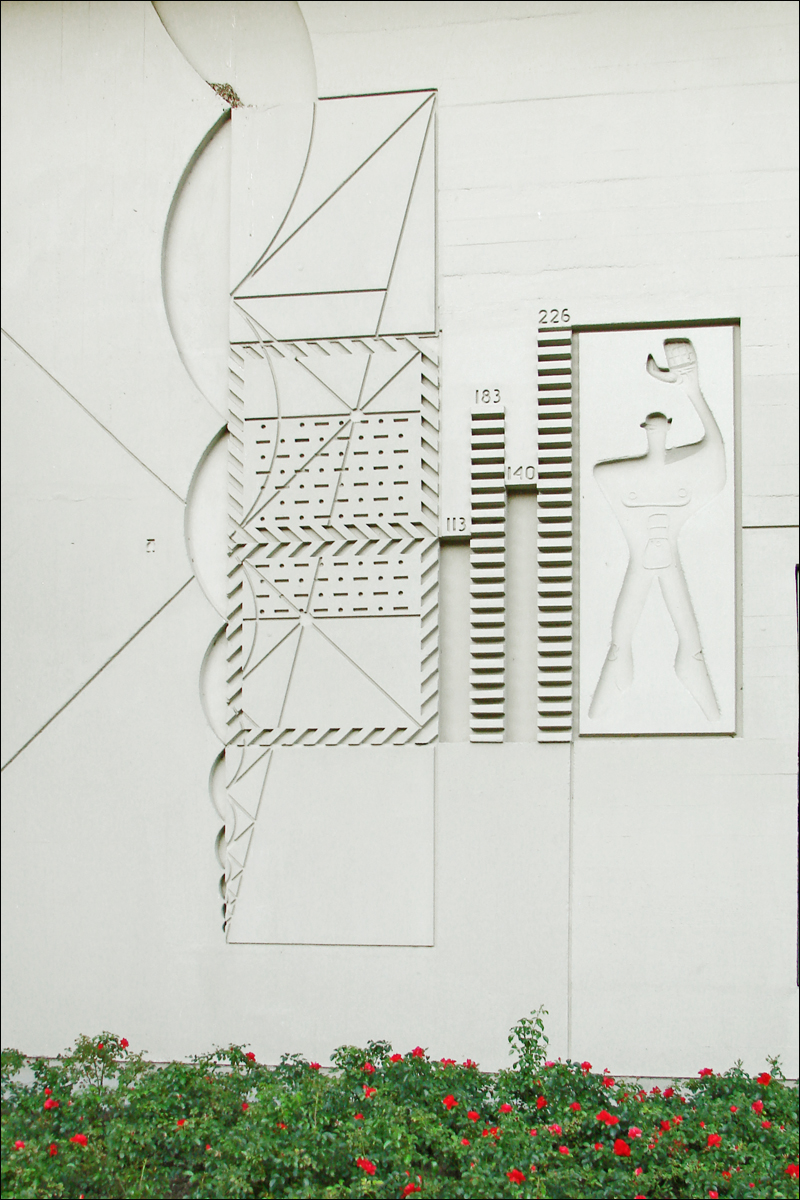

Systém modulor vymyslel Le Corbusier v návaznosti na práce Marka Vitruvia Pollia, Leonarda da Vinci a Leona Battisty Albertiho, které se všechny zabývaly matematickými proporcemi lidského těla. Snažil se tyto vědomosti aplikovat do prostoru ve kterém člověk žije. 
Le Corbusier publikoval knihy Le Modulor v roce 1948 a Modulor 2 v roce 1955. V anglickém jazyce vyšel The Modulor v roce 1954 a Modulor 2 v roce 1958.

## Použití
Le Corbusier použil svůj modulor při návrzích mnoha jeho budov, včetně kaple Notre Dame du Haut, sídliště v Čandígarh a Marseilleské Unité d'Habitation, přezdívaného Cité Radieuse nebo zářící město. Také používal grafický motiv Modulor přímo ve stavbách, jako reliér, nebo v dělicí stěně, např. při vstupu do bytového domu Unité d'Habitation. 
Většina aplikací Moduloru včetně Le Corbusierova vlastního designu Le Modulor a Suite de la Modulor, nebyla příliš přesvědčivá. Pravděpodobně největším přispěním Moduloru kromě architektury byla inspirace pro německé a švýcarské typografy, kteří vytvořili modulární systém s jednoduchými sazbami stránek na designérské moderní mřížky.

## Grafické znázornění
Grafické znázornění Moduloru představuje stylizovaná lidská postava s jednou rukou zvednutou. Na kresbu mužské postavy navazují dvě vertikální spirály zachycující proporce těla. Při výšce postavy vycházel Le Corbusier nejprve z výšky průměrného Francouze (175 cm) a později z výšky dobře vypadajícího anglického gentlemana (182,88 cm). Červené křivky se odvíjejí od výšky pupku (108 cm v původní verzi 113 cm v upravené). Modré křivky jsou založeny na celkové výši i se zvednutou rukou (216 cm v původní, 226 v upravené). 

## Princip Modulor
Modulor je založen na harmonických řadách (tzv. Fibonacciho číslech a zlatém řezu), lidských proporcích a jejich zdvojení.
Corbusier vzal celkovou výšku i se zvednutou rukou (226 cm) a vydělil ji dvěma (113 cm). V té výšce se nachází pupek. V celkové výši rozdělené podle zlatého řezu se nachází zápěstí připažené ruky (86 cm). Vzdálenost od země po vršek hlavy (183) je také vydělená zlatým řezem a vychází ve výši pupku (113 cm).
Pomocí tohoto principu (Fibonacciho posloupnost) lze získat následující posloupnosti: 
- 86, 140, 226, 366
- 70, 113, 183, 296

Kde každé číslo je součtem dvou předchozích.
Takovou metodou by se podle Corbusiera měly dát odvodit proporce a velikost prostoru, ve kterém člověk žije, ale i některých věcí, které používá.

## Kritika
Problém Moduloru spočívá ve skutečnosti, že vychází z mužské postavy přesných proporcí a vůbec nepočítá s rozmanitostí lidí. Podle slov Micheala Otswalda by "ženské tělo sotva mohlo být předlohou proporcionální harmonie".
Systém nemá vztah k současným antropometrickým pozorováním. Ani není známa metoda jak ho uplatnit do obytných prostor. Například jej nelze použít k odvození lidského kroku, což by se využilo při schodišti.